# 2010-es Formula–2 marokkói nagydíj
A marokkói nagydíj volt a 2010-es Formula–2-es bajnokság második futama. A versenyt Marrákes városában rendezték május 1. és 2. között, a túraautó-világbajnokság betétfutamaként.
Az első versenyen a brit Dean Stoneman mesterhármast ért el, ugyanis a pole pozíciót is megszerezte, a versenyt is ő nyerte, valamint a leggyorsabb kör is az övé volt. Mellé a dobogóra az osztrák Philipp Eng és a holland Kelvin Snoeks állhatott fel.
A második versenyt a pole-ból induló Philipp Eng nyerte az első futam győztese, Dean Stoneman, valamint a brit Will Bratt előtt.

## Első időmérő
| Poz. | #  | Versenyző            | Köridő     | Rajtrács |
| ---- | -- | -------------------- | ---------- | -------- |
| 1    | 48 | Dean Stoneman        | 1:32.559   | 1        |
| 2    | 3  | Jolyon Palmer        | 1:32.836   | 2        |
| 3    | 11 | Jack Clarke          | 1:32.853   | 3        |
| 4    | 2  | Will Bratt           | 1:32.854   | 4        |
| 5    | 17 | Johan Jokinen        | 1:32.939   | 5        |
| 6    | 19 | Nicola de Marco      | 1:32.957   | 6        |
| 7    | 33 | Philipp Eng          | 1:32.995   | 7        |
| 8    | 6  | Armaan Ebrahim       | 1:33.300   | 8        |
| 9    | 12 | Kelvin Snoeks        | 1:33.461   | 9        |
| 10   | 14 | Szergej Afanaszjev   | 1:33.466   | 10       |
| 11   | 4  | Benjamin Bailly      | 1:33.481   | 11       |
| 12   | 9  | Mihai Marinescu      | 1:33.482   | 12       |
| 13   | 27 | Paul Rees            | 1:33.703   | 13       |
| 14   | 7  | Ivan Samarin         | 1:33.766   | 14       |
| 15   | 26 | Parthiva Sureshwaren | 1:34.370   | 15       |
| 16   | 5  | Ricardo Teixeira     | 1:34.884   | 16       |
| 17   | 77 | Natalia Kowalska     | 1:35.807   | 17       |
| 18   | 8  | Plamen Kralev        | 1:36.051   | 18       |
| 19   | 10 | Benjamin Lariche     | 1:37.327   | 19       |
| 20   | 28 | Ajith Kumar          | 1:37.802   | 20       |
| 21   | 21 | Kazim Vasiliauskas   | idő nélkül | 21       |

## Második időmérő
| Poz. | #  | Versenyző            | Köridő   | Rajtrács |
| ---- | -- | -------------------- | -------- | -------- |
| 1    | 33 | Philipp Eng          | 1:30.186 | 1        |
| 2    | 48 | Dean Stoneman        | 1:30.719 | 2        |
| 3    | 17 | Johan Jokinen        | 1:30.996 | 3        |
| 4    | 2  | Will Bratt           | 1:31.013 | 4        |
| 5    | 21 | Kazim Vasiliauskas   | 1:31.348 | 5        |
| 6    | 9  | Mihai Marinescu      | 1:31.511 | 6        |
| 7    | 11 | Jack Clarke          | 1:31.533 | 7        |
| 8    | 19 | Nicola de Marco      | 1:31.581 | 8        |
| 9    | 3  | Jolyon Palmer        | 1:31.620 | 9        |
| 10   | 12 | Kelvin Snoeks        | 1:31.723 | 10       |
| 11   | 6  | Armaan Ebrahim       | 1:31.730 | 11       |
| 12   | 14 | Szergej Afanaszjev   | 1:31.767 | 12       |
| 13   | 4  | Benjamin Bailly      | 1:31.993 | 13       |
| 14   | 27 | Paul Rees            | 1:32.421 | 14       |
| 15   | 7  | Ivan Samarin         | 1:32.673 | 15       |
| 16   | 26 | Parthiva Sureshwaren | 1:33.177 | 16       |
| 17   | 77 | Natalia Kowalska     | 1:33.391 | 17       |
| 18   | 10 | Benjamin Lariche     | 1:33.635 | 18       |
| 19   | 5  | Ricardo Teixeira     | 1:33.650 | 19       |
| 20   | 28 | Ajith Kumar          | 1:34.906 | 20       |
| 21   | 8  | Plamen Kralev        | 1:35.483 | 21       |

## Első verseny
| Poz.                                                            | #  | Versenyző            | Körök | Idő/Kiesés oka | Rajtrács | Pont |
| --------------------------------------------------------------- | -- | -------------------- | ----- | -------------- | -------- | ---- |
| 1                                                               | 43 | Dean Stoneman        | 19    | 42:59.228      | 1        | 25   |
| 2                                                               | 33 | Philipp Eng          | 19    | +1.277         | 7        | 18   |
| 3                                                               | 12 | Kelvin Snoeks        | 19    | +1.820         | 9        | 15   |
| 4                                                               | 7  | Ivan Samarin         | 19    | +2.485         | 14       | 12   |
| 5                                                               | 5  | Ricardo Teixeira     | 19    | +3.500         | 16       | 10   |
| 6                                                               | 6  | Armaan Ebrahim       | 19    | +3.781         | 8        | 8    |
| 7                                                               | 27 | Paul Rees            | 19    | +4.733         | 13       | 6    |
| 8                                                               | 14 | Szergej Afanaszjev   | 19    | +5.451         | 10       | 4    |
| 9                                                               | 10 | Benjamin Lariche     | 19    | +6.708         | 19       | 2    |
| 10                                                              | 21 | Kazim Vasiliauskas   | 19    | +7.382         | 21       | 1    |
| 11                                                              | 26 | Parthiva Sureshwaren | 19    | +7.852         | 15       |      |
| 12                                                              | 8  | Plamen Kralev        | 19    | +9.442         | 18       |      |
| 13                                                              | 28 | Ajith Kumar          | 19    | +11.099        | 20       |      |
| Kiesett                                                         | 3  | Jolyon Palmer        | 16    |                | 2        |      |
| Kiesett                                                         | 17 | Johan Jokinen        | 13    |                | 5        |      |
| Kiesett                                                         | 77 | Natalia Kowalska     | 8     |                | 17       |      |
| Kiesett                                                         | 9  | Mihai Marinescu      | 7     |                | 12       |      |
| Kiesett                                                         | 11 | Jack Clarke          | 0     |                | 3        |      |
| Kiesett                                                         | 19 | Nicola de Marco      | 0     |                | 6        |      |
| Kiesett                                                         | 2  | Will Bratt           | 0     |                | 4        |      |
| Kiesett                                                         | 4  | Benjamin Bailly      | 0     |                | 11       |      |
| Leggyorsabb kör: Dean Stoneman 1:31.817 (178.20kph) a 8. körben |    |                      |       |                |          |      |

## Második verseny
| Poz.                                                             | #  | Versenyző            | Körök | Idő/Kiesés oka | Rajtrács | Pont |
| ---------------------------------------------------------------- | -- | -------------------- | ----- | -------------- | -------- | ---- |
| 1                                                                | 33 | Philipp Eng          | 17    | 35:42.174      | 1        | 25   |
| 2                                                                | 43 | Dean Stoneman        | 17    | +1.955         | 2        | 18   |
| 3                                                                | 2  | Will Bratt           | 17    | +5.146         | 4        | 15   |
| 4                                                                | 21 | Kazim Vasiliauskas   | 17    | +8.534         | 5        | 12   |
| 5                                                                | 3  | Jolyon Palmer        | 17    | +15.987        | 9        | 10   |
| 6                                                                | 6  | Armaan Ebrahim       | 17    | +16.851        | 11       | 8    |
| 7                                                                | 14 | Szergej Afanaszjev   | 17    | +20.375        | 12       | 6    |
| 8                                                                | 27 | Paul Rees            | 17    | +21.785        | 14       | 4    |
| 9                                                                | 12 | Kelvin Snoeks        | 17    | +24.990        | 10       | 2    |
| 10                                                               | 10 | Benjamin Lariche     | 17    | +28.853        | 18       | 1    |
| 11                                                               | 77 | Natalia Kowalska     | 17    | +40.783        | 17       |      |
| 12                                                               | 8  | Plamen Kralev        | 17    | +48.939        | 21       |      |
| 13                                                               | 28 | Ajith Kumar          | 15    | +2 kör         | 20       |      |
| 14                                                               | 9  | Mihai Marinescu      | 15    | +2 kör         | 6        |      |
| Kiesett                                                          | 17 | Johan Jokinen        | 12    |                | 3        |      |
| Kiesett                                                          | 4  | Benjamin Bailly      | 0     |                | 13       |      |
| Kiesett                                                          | 19 | Nicola de Marco      | 0     |                | 8        |      |
| Kiesett                                                          | 7  | Ivan Samarin         | 0     |                | 15       |      |
| Kiesett                                                          | 5  | Ricardo Teixeira     | 0     |                | 19       |      |
| Kiesett                                                          | 26 | Parthiva Sureshwaren | 0     |                | 16       |      |
| Kiesett                                                          | 11 | Jack Clarke          | 0     |                | 7        |      |
| Leggyorsabb kör: Dean Stoneman 1:31.312 (179.18kph) a 16. körben |    |                      |       |                |          |      |